# Lucernaria infundibulum
Lucernaria infundibulum är en nässeldjursart som beskrevs av Ernst Haeckel 1880. Lucernaria infundibulum ingår i släktet Lucernaria och familjen Lucernariidae.
Artens utbredningsområde är Norra Ishavet. Inga underarter finns listade i Catalogue of Life.